# Konstantín Landa
Konstantín Landa (Omsk, 22 de maig de 1972) és un jugador d'escacs rus que té el títol de Gran Mestre des de 1995. El 2011 la FIDE li va atorgar el títol de FIDE Senior Trainer, el màxim títol d'entrenador internacional.
A la llista d'Elo de la FIDE del desembre de 2021, hi tenia un Elo de 2628 punts, cosa que en feia el jugador número 30 (en actiu) de Rússia, i el número 150 del rànquing mundial. El seu màxim Elo va ser de 2678 punts, a la llista d'octubre de 2007 (posició 34 al rànquing mundial).

## Resultats destacats en competició
Entre els seus millors resultats hi ha un primer lloc empatat amb Zahar Efimenko a Fürth 2002, 1r a Trieste 2005, 1r a Reggio Emilia 2006 per davant de Viorel Iordăchescu i d'Ígor Khenkin, i 1r al torneig d'escacs de Vlissingen de 2011.